# BD−22 5866
BD−22 5866 är en kvadruppelstjärna belägen i den södra delen av stjärnbilden Vattumannen. Den har en skenbar magnitud av ca 10,1 och kräver ett teleskop för att kunna observeras. Baserat på parallax enligt Gaia Data Release 3 på ca 26,0 mas beräknas den befinna sig på ett avstånd av ca 166 ljusår (ca 51 parsec) från solen. Den rör sig närmare solen med en heliocentrisk radialhastighet av ca -14 km/s.

## Egenskaper

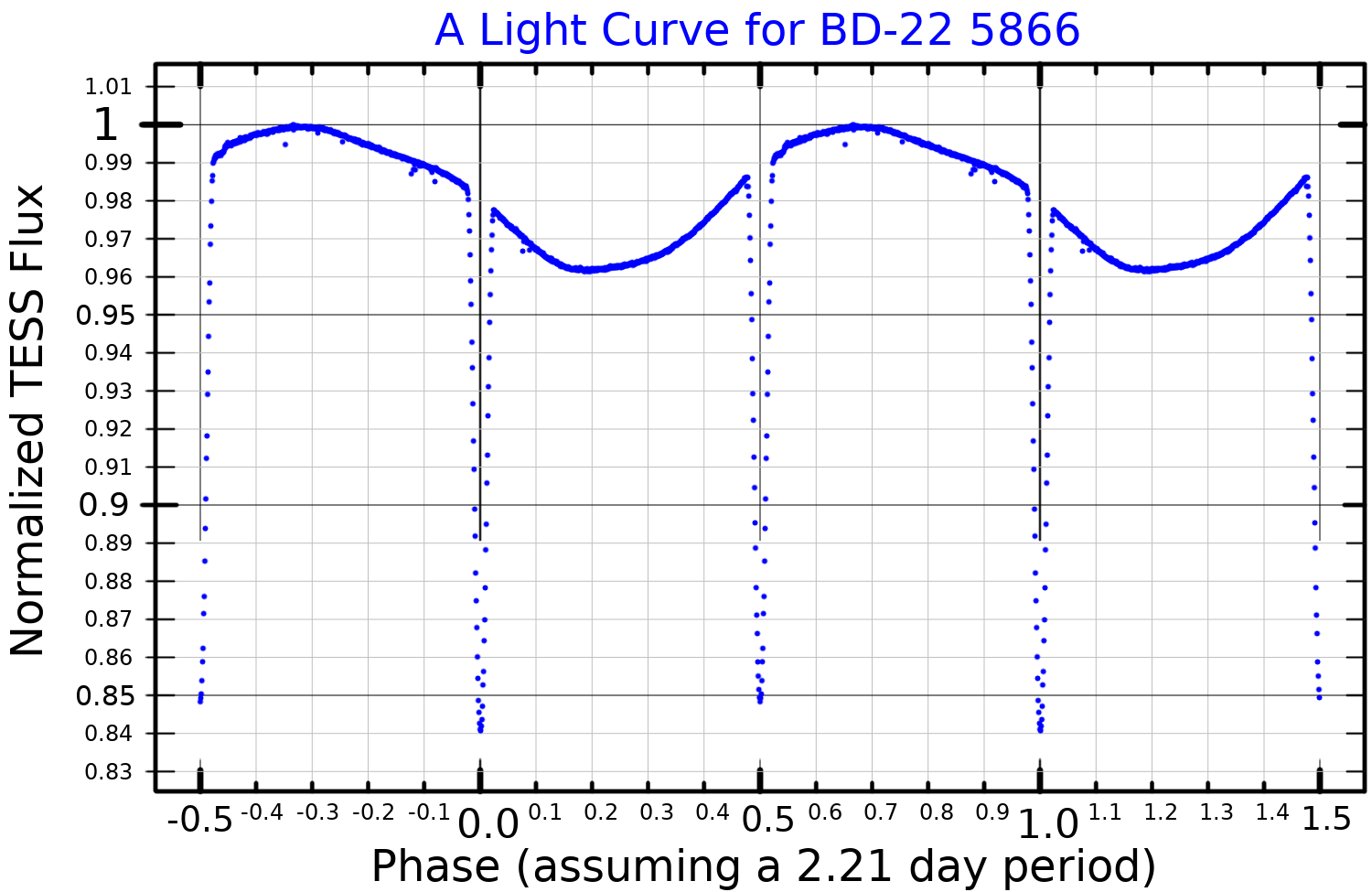
Ljuskurva för BD-22 5866 anpassad från TESS-data

Systemet är ovanligt i hur nära de fyra stjärnorna kretsar kring varandra. Det ena paret har en omloppsseparation på högst 0,04 astronomiska enheter (AE) och en omloppsperiod på cirka två dygn, medan det andra paret har en separation på högst 26 astronomiska enheter och en omloppsperiod på ca 55 dygn. De två paren är åtskilda av 5,8 AE och har en omloppstid på mindre än nio år.
Eftersom nuvarande teorier om stjärnbildning anger att stjärnor som dessa inte kan bildas så nära varandra, är en föredragen förklaring att det kan ha funnits en enda gasskiva som tvingade dem in i så små banor under de första 100 000 åren av deras utveckling. De två paren rör sig för närvarande längre ifrån varandra på grund av tidvatteninteraktion, vilket tyder på att de en gång var ännu snävare förbundna än idag.